# Ytstøyna
Ytstøyna est une île norvégienne du comté de Hordaland appartenant administrativement à Herdla.

## Description
Rocheuse et couverte de quelques arbres, elle s'étend sur environ 463 m de longueur pour une largeur approximative de 274 m. Il y a sur l'île des ruines d'anciens bâtiments. 